# 크레이지 스티브

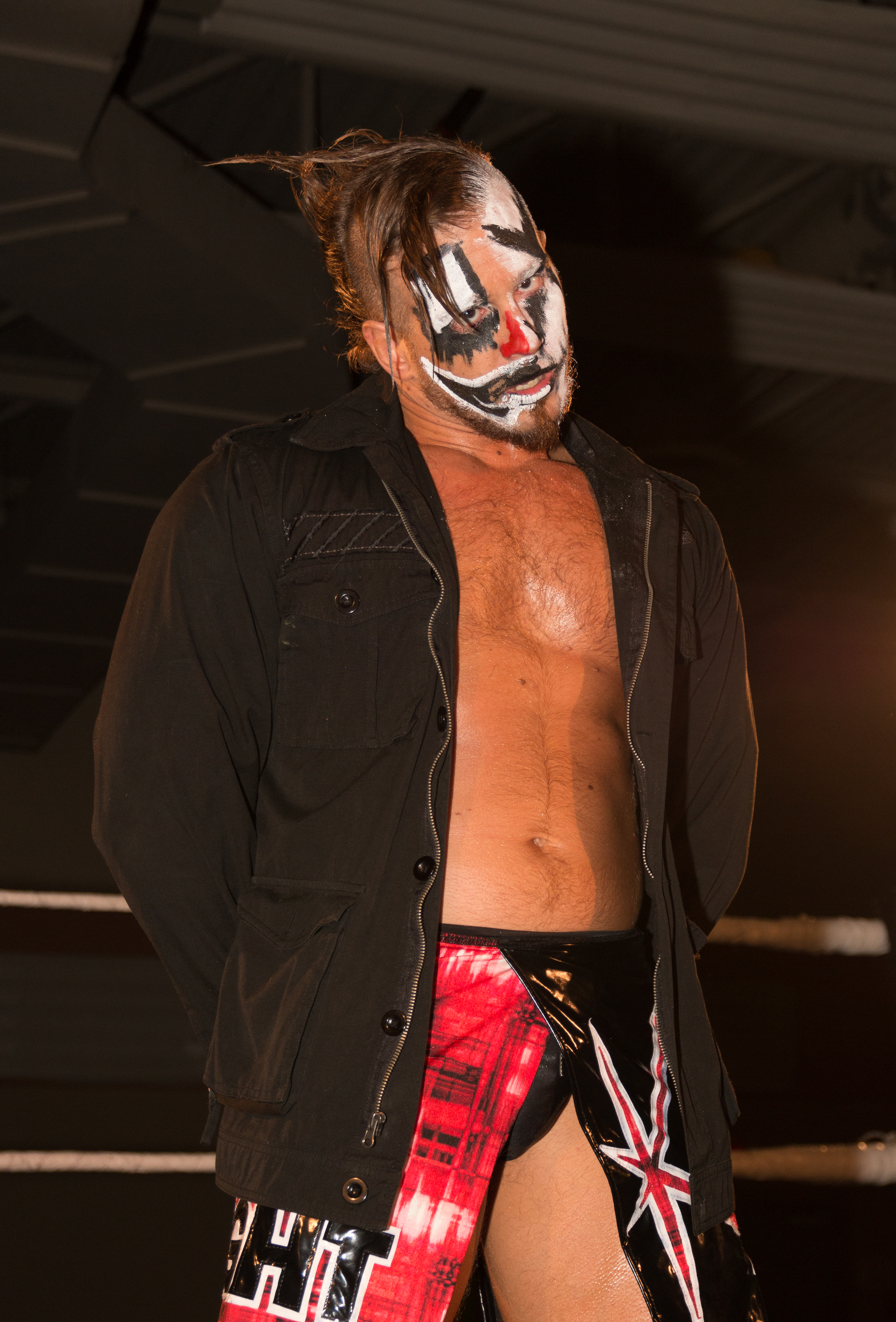

크레이지 스티브(Crazzy Steve)는 본명은 스티브 스캇(Steve Scott, 1984년 3월 4일 ~ )은 미국의 프로레슬링선수다. 키는 179cm 몸무게는 91kg이다. 피니쉬는 센트랄라이저(롤링 커터), 크레이지 콤보(버티컬 수플렉스 DDT), 크레이지 DDT(다이빙 DDT), 스프링보드 레그 드롭, 크레이지 드라이버(텍사스 드라이버)로 사용을 한다. 현재는 TNA에서 활동을 하고 있다.